# Pelttarinjärvi
Pelttarinjärvi är en sjö i Finland. Den ligger i kommunen Pudasjärvi i landskapet Norra Österbotten, i den centrala delen av landet, 600 km norr om huvudstaden Helsingfors. Pelttarinjärvi ligger 122,1 meter över havet. Den är 10,9 meter djup. Arean är 1,91 kvadratkilometer och strandlinjen är 12,04 kilometer lång. Sjön  ingår i Ijo älvs huvudavrinningsområde. 